# N-I (ракета-носитель)
Это японская ракета. Про советский тяжелый носитель см. Н-1
N-1 — японская ракета-носитель (РН) легкого класса. Создавались на базе американских РН Дельта, производимых в Японии по лицензии.
Первый полет состоялся 9 сентября 1975 в 05:30 (КА ETS-1).
Все запуски данной РН осуществлялись с космодрома Танэгасима, со стартовой площадки N.

## Характеристики
- Стартовая масса, т — 90,4
- Масса ПГ, кг:
  - низкая орбита (НОО) — 1200
  - переходная орбита (ГПО) — 360
  - геостационарная орбита (ГСО) — 130
- Общая длина, м — 33
- Диаметр, м — 2,4

Ракета-носитель N-1 имеет 3 ступени. Первая и вторая ступень работают на топливной паре керосин-кислород. Третья ступень — твердотопливный ракетный двигатель (ТТРД).
Также дополнительно могут использоваться 3 твердотопливных ускорителя.
В качестве двигателя первой ступени используется двигатель от Thor-ELT. Двигатель второй ступени — LE-3 производства Mitsubishi Heavy Industries.

## История запусков
| Дата, время (GMT)      | S/N  | ПН                    | Орбита | Примечание                                                                                   |
| ---------------------- | ---- | --------------------- | ------ | -------------------------------------------------------------------------------------------- |
| 9 сентября 1975, 05:30 | 1(F) | ETS-1 (JETS-1/Kiku-1) | НОО    |                                                                                              |
| 29 февраля 1976, 03:30 | 2(F) | ISS-1 (JISS-1/Ume-1)  | НОО    |                                                                                              |
| 23 февраля 1977, 08:50 | 3(F) | ETS-2 (Kiku-2)        | ГПО    | Использование 3-й ступени                                                                    |
| 15 февраля 1978, 04:00 | 4(F) | ISS-2 (JISS-2/Ume-2)  | НОО    |                                                                                              |
| 6 февраля 1979, 08:46  | 5(F) | ECS-A (Ayame-1)       | ГПО    | Использование 3-й ступени Неудача – повторный контакт после отделения ПН от третьей ступени. |
| 22 февраля 1980, 08:35 | 6(F) | ECS-B (Ayame-2)       | ГПО    | Использование 3-й ступени                                                                    |
| 3 сентября 1982, 05:00 | 9(F) | ETS-3 (Kiku-3)        | НОО    |                                                                                              |